# Гарнір
Гарні́р (від фр. garnir— «споряджати») — додаткові компоненти до основної частини страви, призначені для його прикраси, збільшення поживної та смакової цінності. Гарніром можуть бути будь-які продукти, залежно від того, що у блюді вважається основним компонентом. У пострадянських країнах «гарніром» прийнято називати доповнення до м'ясних або рибних продуктів у вигляді круп, макаронних виробів, овочів. Класична французька кухня також включає в це поняття будь-яке доповнення, у тому числі картоплю. У кухні інших європейських країн використовують також салат, хліб. Не менш популярні рис та кускус у стравах східної кухні.

У сучасній кухні поняття «гарнір» трохи ширше й містить у собі, наприклад, продукти, які кладуть в тарілку з консоме, або те, що кладуть на порційний шматок м'яса тощо.

Приклади
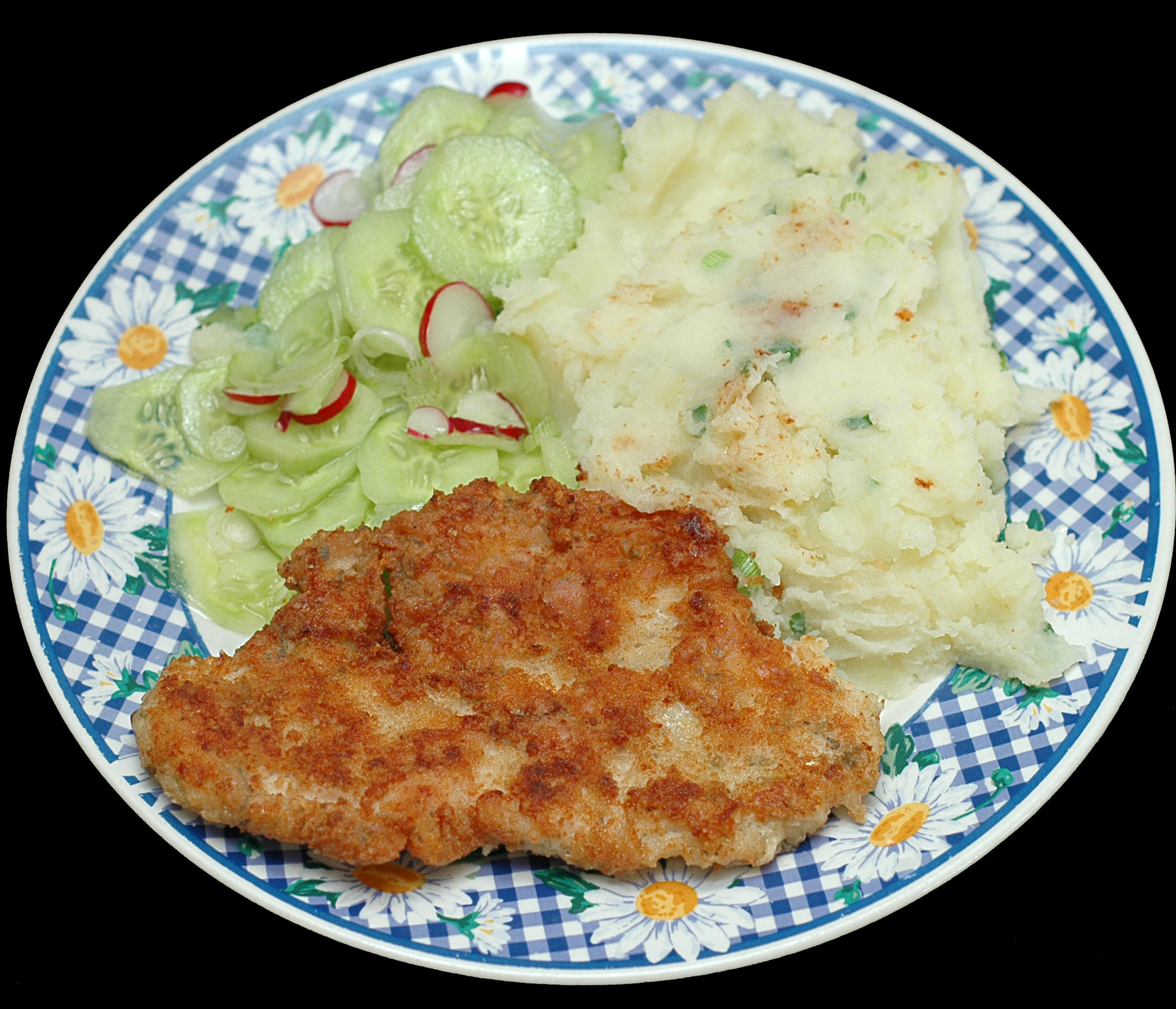
Котлета з гарніром із салату та картопляного пюре
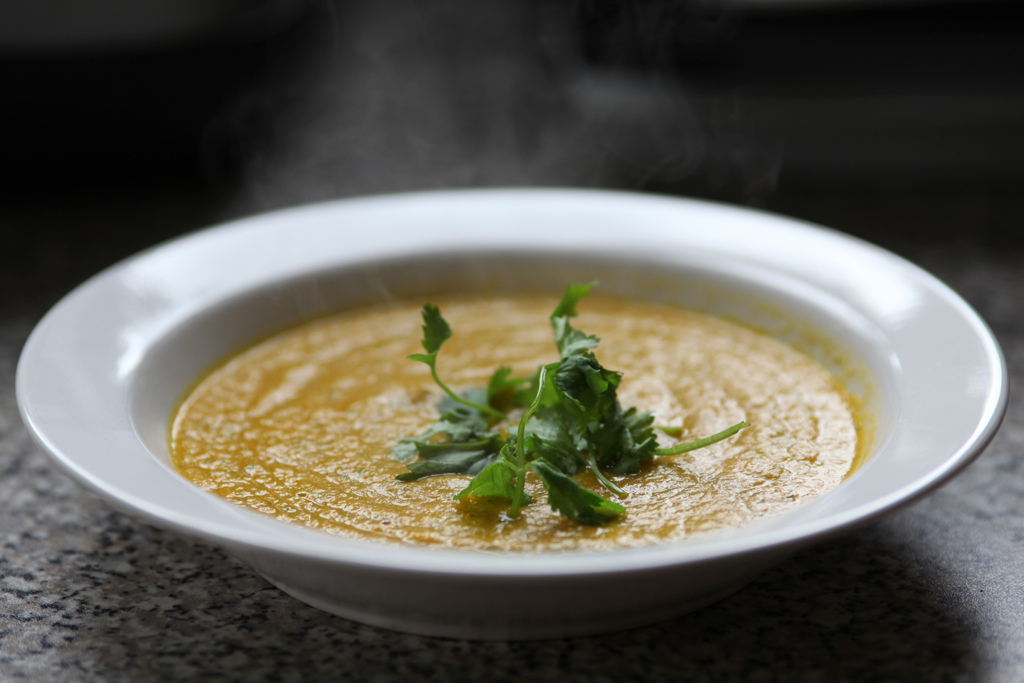
Морквяний суп, гарнірований петрушкою
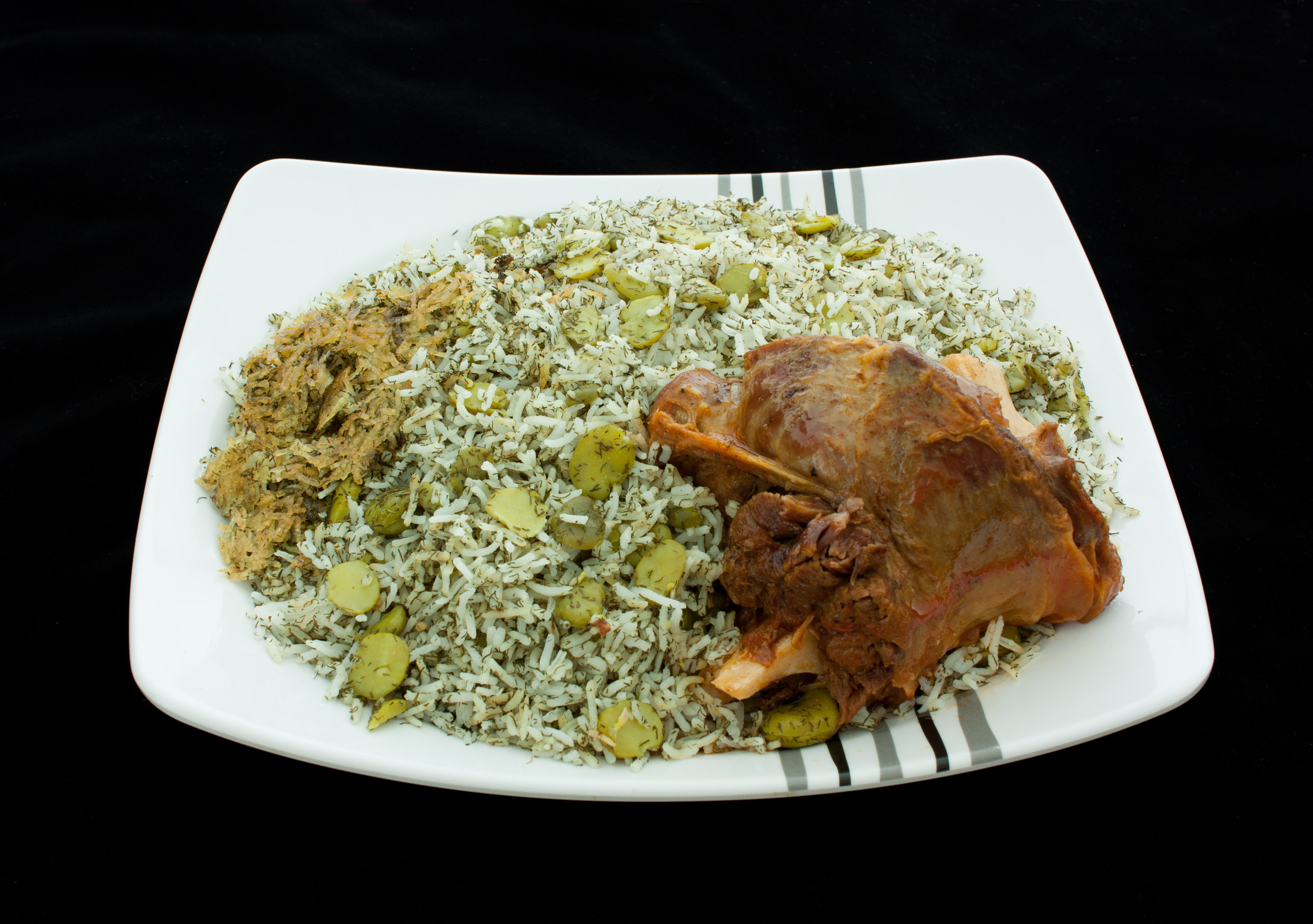
Іранський пісний плов з бобами та м'ясним гарніром

Гарнір може відтіняти страву або контрастувати з нею за смаком або кольором. Деякі види вибирають лише заради візуального впливу чи аромату. Петрушка вважається традиційним класичним гарніром завдяки своїй чіткій формі з різьбленим листям.
Гарніри розподіляють за наступними видами:
- овочеві
- крупяні
- макаронні

До списку гарнірів до основних страв та продуктів входять:
- Булочки (або інший хліб)
- Гремолата
- Грінки
- Волоський горіх
- Дюксель
- Зелена або смажена цибуля
- Ікра
- Імбир
- Капуста ( броколі, кольорова, біло- і червонокачанна)
- Картопля запечена
- Картопля фрі
- Кунжут
- Макаронні вироби
- Мікрозелень
- М'ята
- Горіхи
- Оливкова олія (заморожена у формах)
- Редиска
- Спаржа
- Гарбуз
- Квасоля

Також є гарніри, що використовуються в оформленні напоїв та кондитерських виробів:
- Какао-порошок
- Кокосова стружка
- Коктейльна вишня
- Фрукти
- Вафлі
- Горіхи
- Зелені оливки
- М'ята
- Їстівні квіти